# انقیاد زنان

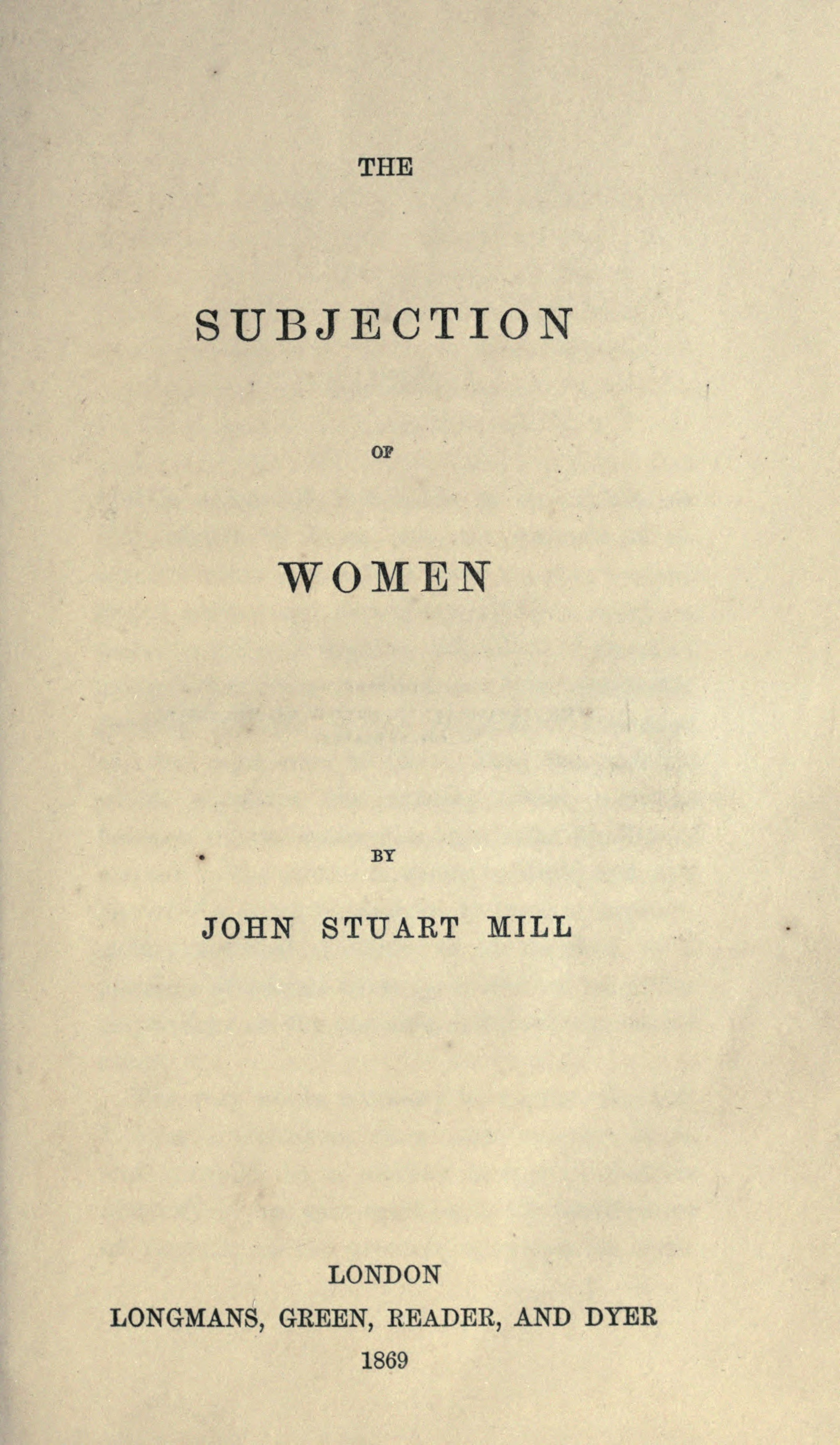
صفحهٔ عنوانِ چاپ نخستِ انقیاد زنان

انقیاد زنان (به انگلیسی: The Subjection of Women) کتابی نوشتهٔ جان استوارت میل است که در سال ۱۸۶۱ تألیف و در ۱۸۶۹ منتشر شده‌است. مؤلف در این کتاب استدلال‌هایی به نفع برابری جنسیتی ارائه کرده‌است. احتمال می‌رود که جان استوارت میل این کتاب را با همکاری همسرش هریت تیلور میل نوشته باشد. انقیاد زنان، در هنگام انتشار، با هنجارهای پذیرفته‌شدهٔ جامعهٔ اروپایی در خصوص جایگاه زن و مرد در تضاد بود.
این کتاب با همین عنوان توسط علاءالدین طباطبایی به فارسی ترجمه شده‌است. پیش از او خسرو ریگی کتاب را با عنوان کنیزک کردنِ زنان ترجمه کرده بود.